# Dave Simmonds
Dave Simmonds   (Londres, 25 d'octubre de 1939 - Rungis, 23 d'octubre de 1972) fou un pilot de motociclisme anglès que va guanyar el campionat del món de 125cc la temporada de 1969 amb Kawasaki, obtenint així el primer títol mundial per a aquesta marca. Simmonds es va morir a 32 anys en un incendi a la caravana del seu company de curses Jack Findlay, a França.

## Carrera esportiva

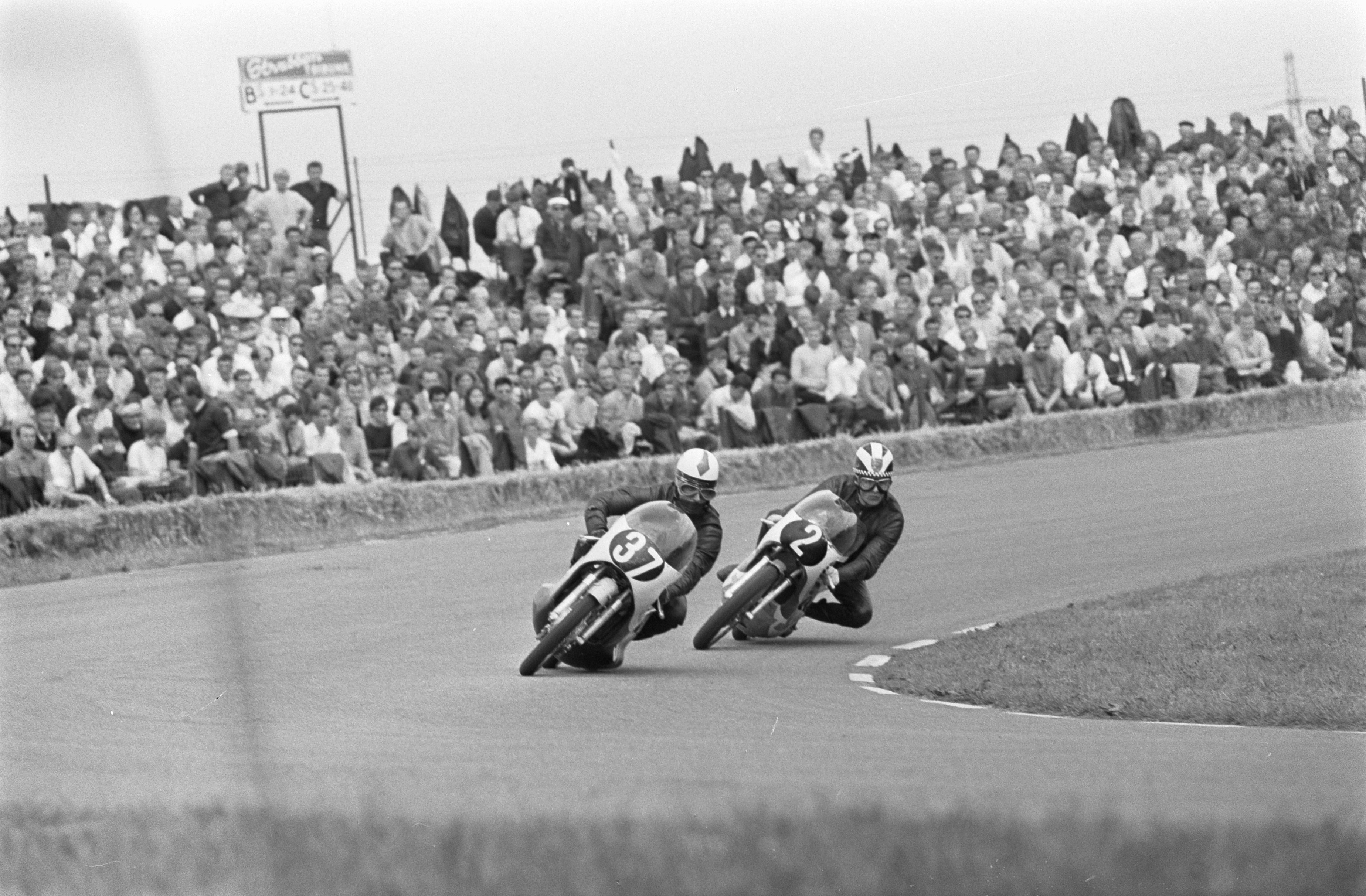
Simmonds amb la Kawasaki davant de Phil Read al Dutch TT de 1968

Simmonds va debutar en curses de motociclisme amb una Itom de 50cc el 1960. El 1963 va guanyar el campionat britànic de 125cc amb una Tohatsu. Els seus bons resultats li van valdre una invitació i una motocicleta de fàbrica de Kawasaki per a competir al Gran Premi del Japó. Simmonds va convèncer els directors de Kawasaki perquè li deixessin una moto per a seguir el mundial de 125cc. En uns moments en què les regles no incloïen restriccions tècniques, el motor bicilíndric de la Kawasaki KR1 125 era clarament inferior als cars motors V4 emprats per l'equip de curses de Yamaha i els motors en U emprats per Suzuki. Sense cap suport financer o mecànic de la fàbrica Kawasaki, Simmonds va passar les temporades de 1967 i 1968 solucionant els problemes de fiabilitat de la seva moto.
El 1969, la FIM va canviar les regulacions amb la idea de reduir l'espiral d'increment de costos en què havien entrat les curses de motociclisme. Les motos de 125cc i 250cc restaren limitades a dos cilindres i canvis de 6 velocitats. Aquesta modificació del reglament va fer que les marques dominants, Yamaha i Suzuki, retiressin els seus equips dels Grans Premis. Simmonds i la seva envellida Kawasaki van guanyar el campionat del món de 125cc de 1969 d'una manera abassegadora (només va haver-hi una cursa en què no acabés en primer o segon lloc). El seu triomf va representar el primer campionat del món per a Kawasaki.
Simmonds va caure al quart lloc el 1970, una temporada en què els seus rivals Dieter Braun (Suzuki), Ángel Nieto (Derbi) i Börje Jansson (Maico) van progressar molt, però tot i així va aconseguir guanyar el Gran Premi de Finlàndia i va obtenir dos segons llocs als Grans Premis dels Països Baixos i Bèlgica.
El 1971, Simmonds va acabar sisè al mundial de 125cc amb una victòria al Gran Premi d'Alemanya, a Hockenheimring. Aquell any, a més, va competir a la categoria de 500cc amb una Kawasaki H1R. Com que l'H1R era poc maniobrable en cursa, Simmonds va fer reconstruir la seva moto amb un nou bastidor dissenyat per Ken Sprayson que en va millorar molt l'efectivitat. L'anglès va demostrar ser competitiu en guanyar el Gran Premi de Mettet de 500cc a la pretemporada i, ja durant el mundial, va acabar segon darrere de Giacomo Agostini i la superior MV Agusta al Gran Premi de Finlàndia, a més d'obtenir sengles tercers llocs als Països Baixos i Itàlia.
Simmonds va guanyar la seva primera cursa als 500cc a la darrera prova de la temporada, el Gran Premi d'Espanya celebrat al circuit del Jarama, en no presentar-s'hi Agostini havent guanyat ja el títol. La seva victòria a Espanya també va ser la primera victòria de Kawasaki en un Gran Premi de la classe reina. Aquell any, Simmonds va acabar la temporada en quart lloc al mundial de 500cc malgrat haver-se'n perdut quatre curses. El 1972, set anys després del seu debut amb la Kawasaki de 125 cc, Simmonds obtingué amb aquesta moto un notable tercer lloc al Dutch TT.

## Mort
El 1972, mentre assistia a una cursa de motociclisme no puntuable per a cap campionat a Rungis, prop de París, Simmonds va resultar mort en un incendi provocat per l'explosió d'una bombona de gas a la caravana del seu company de curses Jack Findlay. Pensant erròniament que Findlay era dins la caravana, Simmonds es va afanyar a ajudar en veure que s'hi havia calat foc i tot just aleshores la bombona va esclatar, embolcallant-lo en flames.

## Resultats al Mundial de motociclisme
Font:
Barem de puntuació de 1950 a 1968:
| Posició | 1 | 2 | 3 | 4 | 5 | 6 |
| Punts   | 8 | 6 | 4 | 3 | 2 | 1 |

Barem de puntuació de 1969 a 1987:
| Posició | 1  | 2  | 3  | 4 | 5 | 6 | 7 | 8 | 9 | 10 |
| Punts   | 15 | 12 | 10 | 8 | 6 | 5 | 4 | 3 | 2 | 1  |

(Ids. Grans Premis | Llegenda) (Curses en negreta indiquen pole; curses en  itàlica indiquen volta ràpida)
| Any  | Categoria | Equip    | 1     | 2      | 3      | 4      | 5      | 6     | 7     | 8     | 9     | 10     | 11    | 12    | 13    | Punts | Posició | Victòries |
| ---- | --------- | -------- | ----- | ------ | ------ | ------ | ------ | ----- | ----- | ----- | ----- | ------ | ----- | ----- | ----- | ----- | ------- | --------- |
| 1963 | 50cc      | Tohatsu  | ESP - | GER -  | FRA -  | IOM NC | NED -  | BEL - |       |       | FIN - |        | ARG - | JPN - |       | 0     | -       | 0         |
| 1963 | 125cc     | Tohatsu  | ESP - | GER -  | FRA -  | IOM 15 | NED -  | BEL - | ULS - | DDR - | FIN - | NAT -  | ARG - | JPN - |       | 0     | -       | 0         |
| 1964 | 50cc      | Tohatsu  | USA - | ESP -  | FRA -  | IOM 9  | NED -  | BEL - | GER - |       |       | FIN -  |       | JPN - |       | 0     | -       | 0         |
| 1964 | 125cc     | Tohatsu  | USA - | ESP -  | FRA -  | IOM 9  | NED -  |       | GER - | DDR - | ULS - | FIN -  | NAT - | JPN - |       | 0     | -       | 0         |
| 1964 | 250cc     | Greeves  | USA - | ESP -  | FRA -  | IOM NC | NED -  | BEL - | GER - | DDR - | ULS - |        | NAT - | JPN - |       | 0     | -       | 0         |
| 1965 | 50cc      | Tohatsu  | USA - | GER -  | ESP -  | FRA -  | IOM NC | NED - | BEL - |       |       |        |       |       | JPN - | 0     | -       | 0         |
| 1965 | 125cc     | Tohatsu  | USA - | GER -  | ESP -  | FRA -  | IOM NC | NED - |       | DDR - | CZE - | ULS -  | FIN - | NAT - | JPN - | 0     | -       | 0         |
| 1965 | 250cc     | Honda    | USA - | GER -  | ESP -  | FRA -  | IOM NC | NED - | BEL - | DDR - | CZE - | ULS -  | FIN - | NAT - | JPN - | 0     | -       | 0         |
| 1965 | 350cc     | Honda    |       | GER -  |        |        | IOM NC | NED - |       | DDR - | CZE - | ULS -  | FIN - | NAT - | JPN - | 0     | -       | 0         |
| 1966 | 50cc      | Honda    | ESP - | GER -  |        | NED -  |        |       |       |       |       | IOM 6  | NAT - | JPN - |       | 1     | 13è     | 0         |
| 1966 | 125cc     | Tohatsu  | ESP - | GER -  |        | NED -  |        | DDR - | CZE - | FIN - | ULS - | IOM NC | NAT - | JPN - |       | 0     | -       | 0         |
| 1966 | 250cc     | Honda    | ESP - | GER -  | FRA -  | NED -  | BEL -  | DDR - | CZE - | FIN - | ULS - | IOM NC | NAT - | JPN - |       | 0     | -       | 0         |
| 1966 | 350cc     | Honda    |       | GER -  | FRA -  | NED -  |        | DDR - | CZE - | FIN - | ULS 5 | IOM 8  | NAT - | JPN - |       | 2     | 23è     | 0         |
| 1967 | 125cc     | Kawasaki | ESP - | GER -  | FRA 5  | IOM 4  | NED -  | BEL - | DDR - | CZE - | FIN 3 | ULS -  | NAT - | CAN - | JPN - | 3     | 14è     | 0         |
| 1967 | 250cc     | Kawasaki | ESP - | GER -  | FRA -  | IOM 4  | NED 5  | BEL - | DDR - | CZE - | FIN - | ULS -  | NAT - | CAN - | JPN - | 5     | 10è     | 0         |
| 1967 | 350cc     | Kawasaki |       | GER -  |        | IOM NC | NED -  |       | DDR - | CZE - |       | ULS -  | NAT - |       | JPN - | 0     | -       | 0         |
| 1968 | 125cc     | Kawasaki | GER - | ESP -  | IOM NC | NED -  |        | DDR - | CZE - | FIN - | ULS - | NAT 4  |       |       |       | 3     | 14è     | 0         |
| 1968 | 350cc     | Kawasaki | GER - |        | IOM NC | NED 6  |        | DDR - | CZE - |       | ULS - | NAT -  |       |       |       | 1     | 18è     | 0         |
| 1969 | 125cc     | Kawasaki | ESP - | GER 1  | FRA 2  | IOM 1  | NED 1  | BEL 1 | DDR 1 | CZE 1 | FIN 1 |        | NAT 1 | YUG 2 |       | 90    | 1r      | 8         |
| 1969 | 250cc     | Kawasaki | ESP - | GER -  | FRA -  | IOM NC | NED -  | BEL 9 | DDR - | CZE - | FIN - | ULS -  | NAT 8 | YUG - |       | 5     | 31è     | 0         |
| 1969 | 350cc     | Kawasaki | ESP - | GER 10 |        | IOM 17 | NED -  |       | DDR 9 | CZE - | FIN - | ULS -  | NAT - | YUG - |       | 3     | 40è     | 0         |
| 1970 | 125cc     | Kawasaki | GER - | FRA NC | YUG -  | IOM NC | NED 2  | BEL 2 | DDR 4 | CZE 3 | FIN 1 |        | NAT - | ESP - |       | 57    | 4t      | 1         |
| 1970 | 500cc     | Kawasaki | GER - | FRA 12 | YUG 6  | IOM -  | NED -  | BEL - | DDR 8 |       | FIN - | ULS -  | NAT - | ESP 9 |       | 10    | 20è     | 0         |
| 1971 | 125cc     | Kawasaki | AUT - | GER 1  | IOM -  | NED -  | BEL -  | DDR - | CZE 4 | SWE 5 | FIN 5 |        | NAT 6 | ESP 4 |       | 48    | 6è      | 1         |
| 1971 | 250cc     | Kawasaki | AUT - | GER -  | IOM -  | NED -  | BEL -  | DDR - | CZE 9 | SWE - | FIN - | ULS -  | NAT - | ESP - |       | 2     | 42è     | 0         |
| 1971 | 500cc     | Kawasaki | AUT - | GER -  | IOM -  | NED 3  | BEL -  | DDR - |       | SWE 6 | FIN 2 | ULS -  | NAT 3 | ESP 1 |       | 52    | 4t      | 1         |
| 1972 | 125cc     | Kawasaki | GER 4 | FRA 4  | AUT -  | NAT -  | IOM -  | YUG - | NED 3 | BEL 7 | DDR - | CZE -  | SWE - | FIN 5 | ESP 4 | 44    | 6è      | 0         |
| 1972 | 500cc     | Kawasaki | GER 4 | FRA -  | AUT -  | NAT -  | IOM -  | YUG - | NED 4 | BEL - | DDR - | CZE -  | SWE 4 | FIN 5 | ESP 2 | 42    | 7è      | 0         |